# Câu chuyện đối đáp của người tiều phu ở núi Na
Câu chuyện đối đáp của người tiều phu ở núi Na là truyện thứ 12 trong số 20 truyện trong sách Truyền kỳ mạn lục của Nguyễn Dữ. Truyện được viết bằng Hán văn, tên trong nguyên tác là "Na sơn tiều đối lục" 那山樵對錄, Trúc Khê dịch là "Câu chuyện đối đáp của người tiều phu ở núi Na". Núi Na tục gọi là Nưa (hay Nứa), tên chữ là Na Sơn, đỉnh cao nhất 538 m, trên có một ngôi chùa cổ tên Am Tiên. Xưa, núi Na thuộc làng Cổ Định, nay thuộc xã Tế Thắng, huyện Nông Cống, tỉnh Thanh Hóa.
Đây là truyện duy nhất được chọn đăng trong bộ Tư liệu tham khảo Văn học Việt Nam (Tập 2) do Nhà xuất bản Giáo dục ấn hành năm 1979, khi giới thiệu về tác gia này.

## Giới thiệu
Truyện được viết bằng Hán văn theo thể loại tản văn xen lẫn biền văn và thơ ca, cuối truyện có lời bình của tác giả. Theo lời Tựa của Hà Thiện Hán (người cùng thời) viết năm 1547, thì Nguyễn Dữ làm ra sách Truyền kỳ mạn lục trong khoảng thời gian ông đến ẩn cư ở rừng núi xứ Thanh. Như nhiều truyện khác có trong tập, ở Truyện người tiều phu ở núi Na, tác giả cũng đã mượn một nhân vật có thật hay chỉ có trong huyền thoại, rồi tổ chức lại kết cấu, xây dựng lại nhân vật, thêm bớt tình tiết, tu sức ngôn từ...để tái tạo thành một thiên truyện mới.
Theo GS Nguyễn Đăng Thục, lão tiều núi Na, là một nhân vật có thật. Ông họ Trần, tên là Tu, hiệu Hoàng Mi, người đương thời gọi là cụ Tu Nứa, bởi gặp cuộc biến loạn đời Trần nên đến đó cất lều tranh ở ẩn.
Trong bộ sách Góp phần nghiên cứu Văn hóa Việt Nam (Tập 2) do GS.TS Nguyễn Văn Huyên biên soạn, cũng có đoạn viết: Đi theo vết Từ Thức, một vài người thành công. Tựa như ông lão mang tên Tu Na (hoặc Khu Na). Ông tu hành đắc đạo dưới thời Xương Phù (1377-1388) đời nhà Trần, và đã lui về ẩn tại Na Sơn ở Thanh Hóa. Dưới thời nhà Lê, hình như có nhiều người cứ 10 hoặc 20 năm lại gặp ông ta.

## Nội dung sơ lược
"Na Sơn tiều đối lục" có cốt truyện khá đơn giản. Khởi đầu là một đoạn văn ngắn giới thiệu sơ lược cảnh núi Na cùng một lão tiều đang ẩn cư ở nơi đó. Kế tiếp là bài ca (21 câu dài ngắn khác nhau) mà Hồ Hán Thương nghe được từ miệng lão tiều, khi nhà vua cùng đoàn tùy tùng đi săn thú trên ngọn núi này. Ngay sau đó, viên quan hầu Trương Công được lệnh đi theo mời lại, nhưng đi một hồi thì không thấy bóng dáng lão tiều đâu cả, mà chỉ thấy một cái động sâu, phía trong có một cái am cỏ bên những khóm cây xanh tốt. Trong am, là một chiếc giường mây, trên giường để đàn sáo và chiếc gối dựa. Còn hai bên vách có đề hai bài ca, một bài là Thích ngủ (25 câu dài ngắn khác nhau), một bài là Thích cờ (23 câu dài ngắn khác nhau). Đến lúc ấy, viên quan mới bắt gặp lão tiều đang ngồi ngoài hiên đá, dạy con chim yển học nói, bên cạnh có mấy đứa nhỏ ngồi đánh cờ...
Kể từ đó cho đến hết truyện là những lời đối đáp của lão tiều với viên quan hầu (xem đoạn trích bên dưới). Theo Từ điển Văn học (bộ mới), thì đây là câu chuyện thể hiện quan niệm sống "lánh đục về trong" của kẻ sĩ lúc bấy giờ, trong số đó có tác giả.

## Điểm qua một vài nét chính
Theo GS. Nguyễn Đăng Thục, thì ba bài ca có trong truyện đều thuộc về loại văn chương lãng mạn của Đạo học, giàu tâm lý và nghệ thuật.
Bài thứ nhất bày tỏ cái lý tưởng sống ngoài vòng lễ giáo phép tắc của nhân quần xã hội đã đặt ra để trói buộc con người, coi rẻ tất cả giá trị nhân văn, hoàn toàn buông thả theo thiên nhiên, không lo nghĩ tính toán "được-mất-sống-chết". Bởi có cái tâm trạng vô tâm, quên mình vào thiên nhiên, không nghĩ việc đã qua, không mong việc sắp tới, không thắc mắc tính toán việc hiện tại nên: 
...Ngẫm lại cổ kim bao đời khanh tướng,
Rêu phủ bia tàn.
Sao bằng ta: mặt trời đã cao ba thước,
Giấc điệp hãy mơ màng.
Đấy là tâm hồn của nhà xử sĩ núi Na (tức lão tiều), vừa đi vừa hát nghêu ngao, bài ra cảnh đối chiếu giữa hai hệ thống giá trị: "thiên nhiên với nhân văn, tự do và nghi lễ".
Đến hai bài sau (Thích ngủ và Thích cờ), đề trên vách am, thì bày tỏ hai phương diện mâu thuẫn biện chứng của thực tại Sống: "tĩnh" và "động". Thích ngủ, nghĩa là muốn yên ổn, thư thái tâm hồn, thích hợp với bản tính tự nhiên. Nhưng nhà xử sĩ Núi Na còn thích cờ nữa, vì thế sự chẳng khác chi cuộc cờ, biến hóa không thường như mây với gió. Đấy là phương diện động của thực tại. Theo đấy thì nhà xử sĩ trên có lý tưởng muốn thể hiện cả hai phương diện của một thực tại sống, cả "thể" lẫn "dụng", chứ không hẳn một mặt thiên lệch mà quên đời...
Kế tiếp là cuộc đối đáp giữa nhà xử sĩ với quan hầu Trương Công. Qua đoạn văn dài này đã thể hiện rõ tư tưởng và thái độ của Nguyễn Dữ, đối với nhà Hồ...Tuy nhiên, những gì tác giả để cho miệng lão tiều phát ra (xem đoạn trích bên dưới) cùng lời tiên đoán cảnh diệt vong của triều đình ấy, đã cho thấy Nguyễn Dữ (tức lão tiều) không hẳn là người lánh đời, mà chỉ vì ông không tìm được lối thoát trên con đường hành đạo, đành quay về cuộc sống ẩn dật, đôi lúc thả hồn mơ màng cõi tiên, song cơ bản ông vẫn gắn bó với cõi đời...
Cuối cùng là phần lời bình, tác giả có ý giải thích sự táng bại của nhà Hồ, chẳng qua là nghiệm với lẽ trời, và chứng với lòng người...
Rút lại, câu chuyện trên tuy có vẻ là thứ văn chương hoang đường (loại truyện thần tiên, truyện truyền kỳ), nhưng kỳ thực nó là lối văn chương ngụ ngôn của Đạo học Việt Nam, mang đậm tư tưởng Trang Chu. Cái tinh thần này là sự phản chiếu khuynh hướng chuộng huyền học lúc bấy giờ, và nó cũng chính là nét đặc trưng của tư tưởng xử sĩ thời Trần-Hồ trong sử Việt.

## Trích đoạn cuối truyện
| “ | Sau khi nghe Trương Công ngỏ lời tuyên triệu... Tiều phu cười mà rằng: - Ta là kẻ dật dân trốn đời, ông lão già lánh bụi, gửi tính mệnh ở lều tranh quán cỏ, tìm sinh nhai trong búa gió rìu trăng; ngày có lối vào làng say, cửa vắng vết chân khách tục, bạn cùng ta là hươu nai tôm cá, quẩn bên ta là tuyết gió trăng hoa; chỉ biết đông kép mà hè đơn , nằm mây mà ngủ khói; múc khe mà uống, bới núi mà ăn; chứ có biết gì đâu ở ngoài là triều đại nào, vua quan nào? Bèn mời Trương ở lại làm tiệc thết, cơm thổi bằng hạt điêu hồ, canh nấu bằng rau cẩm đái, lại còn có mấy món rau suối khác nữa. Canh khuya chuyện trò, đều là những nghĩa lý đáng nghe cả, nhưng không một câu nào đả động đến việc đương thời. Hôm sau, Trương lại mời: -Những bậc quân tử đời xưa, không phải là không muốn giúp đời hành đạo; khi ẩn kín ở một chỗ, chỉ là còn đợi giá mà thôi. Cho nên tất có bức tiếu tượng đi tìm, rồi sau đồng Thương mới thấm nước, tất có cỗ hậu xa đi chở, rồi sau nội Mục mới thành công . Nay phu tử lấy tấm thân vàng ngọc, ôm một bọc kinh luân, ngoài vòng vinh lợi, vùi lấp tiếng tăm trong đám người đánh cá hái củi, giấu tài giúp vua cứu dân, náu mình chốn rừng suối, vang tiếng đến cửu trùng; đốt nón lá, xé áo tơi, nay chính là đến lúc rồi đó. Dám xin bỏ bờ đập Phó Nham, ném cần câu sông Vị, đừng để uổng hoài khát vọng của bao kẻ thương sinh. Tiều phu nói: -Kẻ sĩ ai có chí nấy, hà tất phải vậy! Cho nên Nghiêm Tử Lăng không đem chức Gián nghị ở Đông Đô đánh đổi khỏi sóng sông Đồng Thủy. Khương Bá Hoài không đem bức tranh vẽ của thiên tử làm nhơ non nước Bành Thành. Tài ta tuy kém, so với người xưa chẳng bằng được, nhưng may lại giàu hơn Kiềm Lâu, thọ hơn Vệ Giới , no hơn Viên Tinh, đạt hơn Phụng Thiến , kể thì cũng đã được trời đất ban cho khá nhiều. Nếu lại còn tham cầu những cái ở ngoài phận mình, len lỏi vào đường làm quan, chẳng những xấu hổ với các bậc tiên hiền, lại còn phụ bạc với vượn hạc ở trong núi. Vậy xin ông đi đi, đừng nói lôi thôi gì nữa. Trương nói: -Ngài cho là thời nay không đủ để cho ngài làm việc hay chăng? Nay có đấng thánh nhân trị vì, bốn bể đều ngóng trông, người Chiêm dâng đất mà xưng thần, quân Minh nộp lễ để xin lui. Lão Qua, Đại Lý các nước cũng tranh nhau quy phục. Hiện chỉ còn thiếu các bậc ẩn dật ở rừng núi ra giúp rập, khiến cho huân đức của chúa thượng được sánh cùng các vua Nghiêu, Thuấn ngày xưa. Ngài nếu định trọn đời ẩn lánh, bắt chước như Vụ Quang, Quyên Tử thì cứ như vậy không sao. Nhưng nếu còn để ý chút nào đến đám dân chúng, mà bỏ lỡ dịp này không ra thì tôi sợ rằng sẽ mục nát cùng cỏ cây, không bao giờ lại có dịp gặp gỡ hay này nữa. Tiều phu biến sắc nói: -Như lời ông nói, há chẳng phải là khoe khoang quá khiến cho người nghe phải thẹn thùng sao! Vả vị vua ngự trị bây giờ có phải họ Hồ không? -Chính phải. -Có phải là đã bỏ khu Long Đỗ về ở đất An Tôn không? -Phải. -Ta tuy chân không bước đến thị thành, mình không vào đến cung đình, nhưng vẫn thường được nghe tiếng ông vua bây giờ là người thế nào. Ông ấy thường dối trá, tính nhiều tham dục, đem hết sức dân để dựng cung Kim Âu, dốc cạn của kho để mở phố Hoa Nhai; phao phí gấm là, vung vãi châu ngọc, dùng vàng như cỏ rác, tiêu tiền như đất bùn, hình ngục có của đút là xong, quan chức có tiền mua là được, kẻ dâng lời ngay thì giết, kẻ nói điều nịnh thì thưởng; lòng dân động lay, nên đã xảy ra việc quân sông Đáy bờ cõi chếch mếch nên đã mất dải đất Cổ Lâu. Vậy mà các kẻ đình thần trên dưới theo hùa, trước sau nối vết. Duy có Nguyễn Bằng Cử có lượng nhưng chậm chạp, Hoàng Hối Khanh có học nhưng lờ mờ, Lê Cảnh Kỳ giỏi mưu tính nhưng không quyết đoán, Lưu Thúc Kiệm quân tử nhưng chưa được là bậc nhân; còn ngoài ra phi là đồ tham tiền thì là đồ nát rượu; phi là đồ chỉ lấy yên vui làm thích thì là tuồng lấy thế vị mà khuynh loát nhau; chứ chưa thấy ai biết những kế lạ mưu sâu để lo tính cho dân chúng cả. Nay ta đương náu vết ở chốn núi rừng, lo lảng tránh đi chẳng được, há lại còn xắn áo mà lội nữa ư? Xin ông vui lòng trở về, làm ơn từ chối hộ kẻ cư sĩ này. Ta không thể đem hòn ngọc Côn Sơn cho nó cùng cháy trong ngọn lửa Côn Sơn được. Trương nói: - Sự xuất xử của bậc người hiền lại cố chấp đến như thế ư? Tiều phu nói: - Không phải là ta cố chấp. Ta chỉ ghét những kẻ miệng lưỡi bẻo lẻo, đã đắm mình vào trong triều đình, vẩn đục, rối loạn lại còn toan kéo người khác để cùng đắm với mình. Trương lặng im không trả lời, trở về đem hết những lời của tiều phu tâu lại với chúa. Hán Thương không bằng lòng nhưng còn muốn đem cỗ xe êm để cố đón ra kỳ được, sai Trương lại đi vào lần nữa. Nhưng vào đến nơi thì rêu trùm cửa hang, gai góc đầy núi, dây leo, cành rậm đã lấp mất cả lối đi rồi. Chỉ thấy ở trên vách đá có hai câu thơ đề bằng nhựa cây như sau: Kỳ La hải khẩu ngâm hồn đoạn, Cao Vọng sơn đầu khách tứ sầu. Dịch: Kỳ La cửa bể hồn thơ đứt, Cao Vọng đầu non dạ khách buồn. Ý lời như giọng trào phúng của họ Nguyên họ Bạch. thể chữ như lối triện lệ của ông Lưu ông Tư, nhưng rút lại chẳng hiểu định nói gì. Hán Thương cả giận, sai đốt cháy núi; núi cháy hết vẫn không thấy gì, chỉ thấy con hạc đen lượn trên không bay múa. Sau cha con họ Hồ gặp phải tai họa đều đúng như lời thơ. Người tiều phu ấy có lẽ là kẻ sĩ đắc đạo đó chăng? | ” |